# Doppelganggrab von Gundsølille

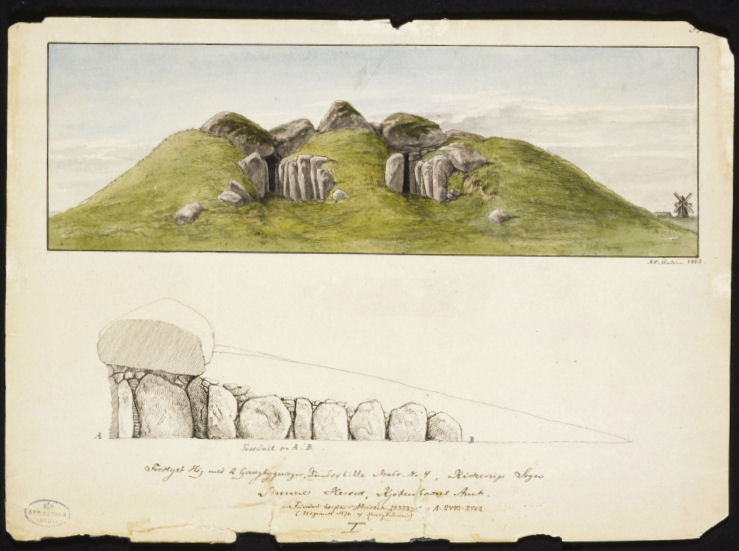
Doppelganggrab von Gundsølille
nach A. P. Madsen

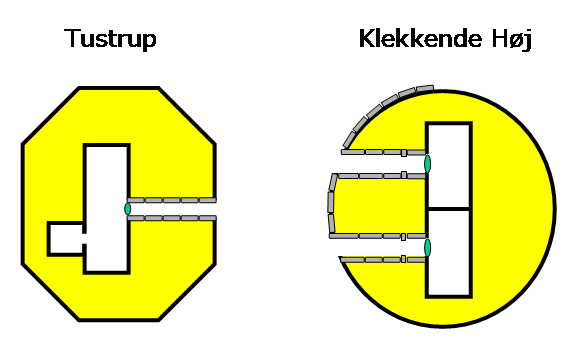
Schema

Das Doppelganggrab von Gundsølille (auch Kirkerup genannt; dänisch: Dobbelt- oder Tvillingejættestuen) liegt südwestlich des Ortes auf der dänischen Insel Seeland. Die Megalithanlage aus der Vorzeit ist eine Anlage der Trichterbecherkultur (TBK). Sie entstand zwischen 3500 und 2800 v. Chr. und ist eine Bauform jungsteinzeitlicher Megalithanlagen, die aus einer Kammer und einem baulich abgesetzten, lateralen Gang besteht. Diese Form ist primär in Dänemark, Deutschland und Skandinavien, sowie vereinzelt in Frankreich, Norwegen und den Niederlanden zu finden.

## Beschreibung
Es ist ein Doppelganggrab mit zwei ovalen Kammern, die in einem gemeinsamen Rundhügel von etwa 25,0 m Durchmesser liegen und von zwei bzw. drei Decksteinen bedeckt sind. Beide Kammern wurden aus jeweils neun Tragsteinen errichtet, wobei ein Stein zugleich die Südwand der 4,2 m langen, 2,3 m breiten und 2,0 m hohen Nordkammer und die Nordwand der etwa 4,0 m langen, 2,2 bis 2,7 m breiten und 1,8 m hohen Südkammer bildet. Es gibt in beiden Kammern Überlieger auf den Tragsteinen, die den Abstand zur Decke erhöhen und Zwischenmauerwerk zwischen den Tragsteinen. Die Böden sind gepflastert. In der Südkammer liegen zwei Böden und eine Lehmestrichschicht übereinander, und in der Nordkammer befindet sich eine Feuerstelle.
- Der Gang der Südkammer ist etwa 5,5 m lang, 0,6 m breit und über 1,0 m hoch. Er wird von zehn Tragsteinen gebildet.
- Der Gang der Nordkammer ist etwa 5,0 m lang und 0,7 m breit. Er wird von neun Tragsteinen und einem erhaltenen Deckstein gebildet. In beiden Gängen befinden sich Schwellensteine.

Im Jahr 1876 wurde die Dobbeltjættestuen ausgegraben. Zu dieser Zeit waren nur die beiden langen Gänge gestört. Die Funde in den Kammern sind daher umfangreich. Man fand eine Menge Werkzeuge aus Feuerstein, Knochen von Erwachsenen und Kindern, Bernsteinperlen und Scherben von Tongefäßen. Ein großer Deckstein wurde 1925 nach Fünen verkauft. Er steht jetzt im Kongebro-Wald in der Nähe von Middelfart als Denkmal für den Abgeordneten Male Slengerik. Im Jahr 1989 wurde die Anlage restauriert und der Hügel erhöht.
1799 gab es um Gundsølille noch 14 Dolmen und fünf Grabhügel. 1925 gab es nur noch fünf Dolmen.
In der Nähe liegt der Grabhügel Hvedshøj.